# Lac Chapman (réservoir Gouin)
Pour les articles homonymes, voir Chapman et Lac Chapman.
Le lac Chapman est un vaste plan d'eau douce de la partie centre du réservoir Gouin, dans le territoire de la ville de La Tuque, dans la région administrative de la Mauricie, dans la province de Québec, au Canada.
Cette baie s’étend dans les cantons de Chapman (partie Nord), de Huguenin (partie Sud) et de Nevers (partie Est). À la suite de l’érection complétée en 1948 du barrage Gouin, la forme actuelle du « Lac Chapman » a été façonnée par le rehaussement des eaux du réservoir Gouin. Le niveau de l’eau varie significativement, étant tributaire du barrage Gouin.
Les activités récréotouristiques constituent la principale activité économique du secteur. La foresterie arrive en second.
Une branche routière se reliant vers le Sud à la route 400 dessert la partie Sud du lac Chapman et la partie Sud-Ouest du « Lac des Cinq Milles ». La route 400 relie le barrage Gouin au village de Parent (Québec), dessert aussi les vallées des rivières Jean-Pierre et Leblanc ; cette route dessert aussi la péninsule qui s’étire vers le Nord dans le réservoir Gouin sur 30,1 km. Quelques routes forestières secondaires sont en usage à proximité pour la foresterie et les activités récréotouristiques.
La surface du Lac Chapman est habituellement gelée de la mi-novembre à la fin avril, toutefois la circulation sécuritaire sur la glace se fait généralement du début décembre à la fin de mars.

## Géographie
Le lac Chapman est surtout alimentée par la décharge du lac Kaminitikwakamak, la décharge du Lac Déboisé, la décharge du lac Kaacikitaporonaniwok et le détroit le reliant à la baie Marmette Sud.
D’une longueur de 13,4 km, ce lac comporte une partie Sud (longueur : 3,4 km) qui déborde vers le Sud dans le canton de Huguenin ; cette partie Sud est délimitée par une presqu’île d’une longueur de 1,6 km s’étirant vers le Nord-Ouest. La rive Ouest du lac comporte une baie pénétrant sur 2,1 km entre les montagnes vers l’Ouest, soit jusqu’à 300 m de la rive Est de la baie Marmette Sud.
Du côté Nord du lac Chapman, plusieurs îles sont enlignées dans le sens Nord-Sud séparant la baie Marmette Sud (du côté Ouest) et lac Nevers (réservoir Gouin) (du côté Est) ; la plus longue de ces îles s’étire sur 21,4 km (sens Nord-Sud).
Une première île d’une longueur de 2,7 km barre la limite Nord du lac. Un détroit de 4,5 km passant à l’Ouest de cette île rejoint la baie Marmette Sud. Un autre passage de 3,5 km sépare le côté Est de cette île avec de côté Ouest de l’extrémité Nord d’une presqu’île se rattachant à la rive Sud du réservoir Gouin.
Le niveau de l’eau du Lac Chapman est tributaire du barrage Gouin érigé en 1948. La confluence entre le passage Nord-Est du lac Chapman et la rive Ouest du Lac Nevers (réservoir Gouin) est localisée à :
- 31,1 km au Sud-Est du centre du village de Obedjiwan lequel est situé sur une presqu’île de la rive Nord du réservoir Gouin ;
- 42,5 km à l’Ouest du barrage Gouin ;
- 89,1 km au Nord-Ouest du centre du village de Wemotaci (rive Nord de la rivière Saint-Maurice) ;
- 178 km au Nord-Ouest du centre-ville de La Tuque ;
- 283 km au Nord-Ouest de l’embouchure de la rivière Saint-Maurice (confluence avec le fleuve Saint-Laurent à Trois-Rivières)[1].

Les bassins versants voisins du Lac Chapman sont :
- côté nord : lac Nevers (réservoir Gouin), baie Marmette Sud, lac Marmette (réservoir Gouin), lac McSweeney ;
- côté est : lac Nevers (réservoir Gouin), Lac des Cinq Milles, baie Jean-Pierre (réservoir Gouin), rivière Atimokateiw, baie Kikendatch, rivière Saint-Maurice ;
- côté sud : Lac Garancières, Lac Francoeur, Lac Delâge, rivière Bazin, lac Decelles, rivière Bazin, rivière de la Galette (réservoir Gouin) ;
- côté ouest : lac Lepage (rivière Wacekamiw), rivière Nemio, lac Bureau (réservoir Gouin).

À partir de la décharge de la passe reliant le lac Chapman et le lac Nevers (réservoir Gouin), le courant coule sur 51 km jusqu’au barrage Gouin, selon les segments suivants :
- vers l’Est en contournant l’île de la Croix, l’île aux Femmes et l’île Kaminictikotanak ;
- vers l’Est en contournant par le Nord une grande péninsule rattachée à la rive Sud du réservoir Gouin, puis se redirige dans le bras Sud-Est du lac Brochu (réservoir Gouin) ;
- vers l’Est la baie Kikendatch jusqu’au barrage Gouin.

À partir de ce barrage, le courant emprunte la rivière Saint-Maurice jusqu’à Trois-Rivières.

## Toponymie
Le terme « Chapman » constitue un patronyme de famille d’origine anglaise.
Le toponyme "Lac Chapman" a été officialisé le 18 décembre 1986 par la Commission de toponymie du Québec.